# Ỹ
Ỹ, ỹ는 로마자 낱자 중 하나로, 문자 Y에 물결표가 붙은 모양이다. 과라니어의 32번째 문자로 비음화된 Y 발음을 표기한다. 베트남어에서는 Y의 제5성조를 표기하는 데 쓰인다.

## 입력 방법
유니코드에는 U + 1EF8 (대문자)와 U + 1EF9 (소문자)에 배정되어 있다. VISCII에서는 각각 0x19 (대문자)와 0xDB (소문자)에 배정됐다
TeX에서는 명령어 \tilde Y와 \tilde y로 각각 Ỹ의 대문자와 소문자를 입력할 수 있다.